# Bez nazvaniya
Bez nazvaniya (em russo:  По пояс в небе, em português:  Sem Nome) é o álbum solo de estréia do rock cantor russo Nikolai Noskov. O álbum foi gravado na Alemanha.

## Faixas
1. Без названия (Sem Nome) — 4:09
2. Озёра (Lagos) — 5:09
3. Ночь (Noite) — 4:41
4. Я был один (Eu estava sozinho) — 4:06
5. Исповедь (Confissão) — 4:24
6. Мёд (Mel) — 4:16